# Abagrotis sambo
Abagrotis sambo är en fjärilsart som beskrevs av Smith 1908. Abagrotis sambo ingår i släktet Abagrotis och familjen nattflyn. Inga underarter finns listade i Catalogue of Life.